# Баграшкьоль
Баграшкьоль, Баграшколь (кит. 博斯騰湖, пін. Bósīténg Hú) озеро у Східному Тянь-Шані За 57 км на північний схід від міста Корла, у Сіньцзяні в Китаї Розташовано в Карашарській улоговині, на висоті 1030 м. 
Площа 1380 км², глибина до 16 м. Береги переважно низькі, місцями зайняті солончаками і піщаними масивами. 
Впадає Хайдик-Гол. З озера бере початок річка Кончедар'я.
Прісне, багате рибою. Береги низькі, піщані. Покривається льодом в період з грудня по березень.